# 贺县
贺县，中国旧县名。
明朝洪武十年（1377年），改贺州置，治所在今广西壮族自治区贺州市贺街。明朝、清朝时属平乐府。1949年11月间，中国人民解放军第四野战军攻占贺县。同年，建平乐专区，贺县为专员公署驻地。1951年，专署迁驻平乐县。1952年，贺县县治迁至八步镇。同年，信都县并入。1997年撤销，改设贺州市。 